# Iris Bry
Ne doit pas être confondu avec Iris Brey.
Iris Bry est une actrice française née à Paris le 8 août 1995.

## Biographie
Iris Bry suit la formation musicale de la Maîtrise de Radio France à Paris,. 
Alors qu'elle prépare un BP de libraire, Iris Bry est repérée par hasard dans la rue par Karen Hottois, une directrice de casting qui lui fait faire des essais,. Le réalisateur Xavier Beauvois décide alors de lui confier l'un des rôles principaux de son film Les Gardiennes. À l'occasion de la sortie du film, plusieurs médias saluent le talent d'Iris Bry auprès de ses partenaires Laura Smet et Nathalie Baye. Sa prestation lui vaut d'être nommée pour le Lumière de la révélation féminine et le César du meilleur espoir féminin,.

## Filmographie
- 2017 : Les Gardiennes de Xavier Beauvois : Francine Riant
- 2020 : La Daronne de Jean-Paul Salomé : Hortense Portefeux
- 2021 : Albatros de Xavier Beauvois : Carole
- 2022 : Annie Colère de Blandine Lenoir : Christiane
- 2023 : DogMan de Luc Besson : la mère de Douglas
- 2023 : Un jour fille de Jean-Claude Monod : Mathilde Roussin
- 2024 : La Vallée des fous de Xavier Beauvois : Carole